# Luca Pow
Luca Pow (* 1. Februar 2005 in Solihull) ist ein britischer Tennisspieler aus England.

## Karriere
Pow spielte zwischen 2018 und 2023 auf der ITF Junior Tour. Er gewann dort fünf Einzel- und zwei Doppeltitel, darunter im Einzel auch ein Turnier der zweithöchsten Kategorie J2. 2022 und 2023 nahm er je am Grand-Slam-Turnier in Wimbledon teil, wo er einzig im Doppel 2022 ein Match gewann. In der Junioren-Rangliste war Platz 68 seine höchste Notierung.
Pow trainierte von 2019 bis 2023 an der National Tennis Academy der Loughborough University. 2022 und 2023 gewann Pow die britischen Juniorenmeisterschaften, wodurch er sich jeweils eine Wildcard für die Qualifikation von Wimbledon erspielte. Beide Male schied er dort in der ersten Runde aus. 2024 begann er ein BWL-Studium an der Wake Forest University in den USA, wo er auch im College-Tennis-Team spielte.
Bei den Profis erzielte er 2024 erste Erfolge bei Turnieren. Er erreichte im Einzel und Doppel je ein Endspiel auf der drittklassigen ITF Future Tour. Der bislang größte Erfolg gelang ihm in Winston-Salem, einem Turnier der ATP Tour. Pow erhielt dort zusammen mit seinem Kommilitonen Dhakshineswar Suresh eine Wildcard für den Doppelwettbewerb, da das Turnier auf dem Campus ihrer Hochschule gespielt wird. Als erste Spieler in der 14-jährigen Turniergeschichte gewannen sie als Studenten der Uni ein Match, indem sie Ariel Behar und Andrés Molteni schlugen. Sie überraschten auch Gonzalo Escobar und Alexander Nedowessow und zogen ins Halbfinale ein, wo sie besiegt wurden. Durch den Erfolg konnte Pow im Doppel in die Top 500 der Weltrangliste einziehen.